# Distico elegiaco
Nella metrica classica, e in particolare nella metrica greca e latina, per distico elegiaco si intende un distico (insieme di due versi, dal gr. δίστιχον distichon comp. della particella δισ dis- due volte - e στίχος stichos - riga, schiera e, parlando di poesie, verso) composto da un esametro e un pentametro. Esso è tipico della poesia elegiaca.
Inizialmente era caratteristico di brevi testi scritti su oggetti di vita quotidiana (vasellame, ...), poi divenne una vera e propria forma poetica.
Lo schema metrico è:
- UU | - UU | - UU | - UU | - UU | - -
- UU | - UU | - || - UU | - UU | -

## Letteratura classica
Nella poesia greca fu introdotto a partire dalla lirica arcaica nel genere dell'elegia, da cui il nome, la quale comprendeva tematiche assai varie, dall'elegia guerresca di Callino e Tirteo, a quella politica di Solone fino ad arrivare alle tematiche esistenziali di Mimnermo e Teognide. Tuttavia non bisogna dimenticare che il metro elegiaco fu utilizzato anche da autori dell'invettiva giambica, ad esempio Archiloco. In seguito, il distico fu utilizzato largamente nella letteratura ellenistica, ad esempio da Callimaco nella sua opera più celebre, gli Aitia, come anche nel diffuso genere dell'epigramma.
Nella poesia latina fu adoperato tra gli altri da Catullo e da Tibullo. Quest'ultimo fu un maestro del distico elegiaco e propose frequenti rime interne nel pentametro. Successivamente Ovidio scrisse in distici elegiaci pressoché tutte le sue opere, tranne le Metamorfosi e il poemetto Halieutica, mentre Marziale utilizzò i distici elegiaci nei suoi epigrammi.

## Letteratura moderna
Giosuè Carducci lo trasferì nella metrica italiana combinando, per l'esametro, prevalentemente un settenario piano con un novenario piano e, per il pentametro, un settenario o un quinario piano con un settenario piano.